# روسادير

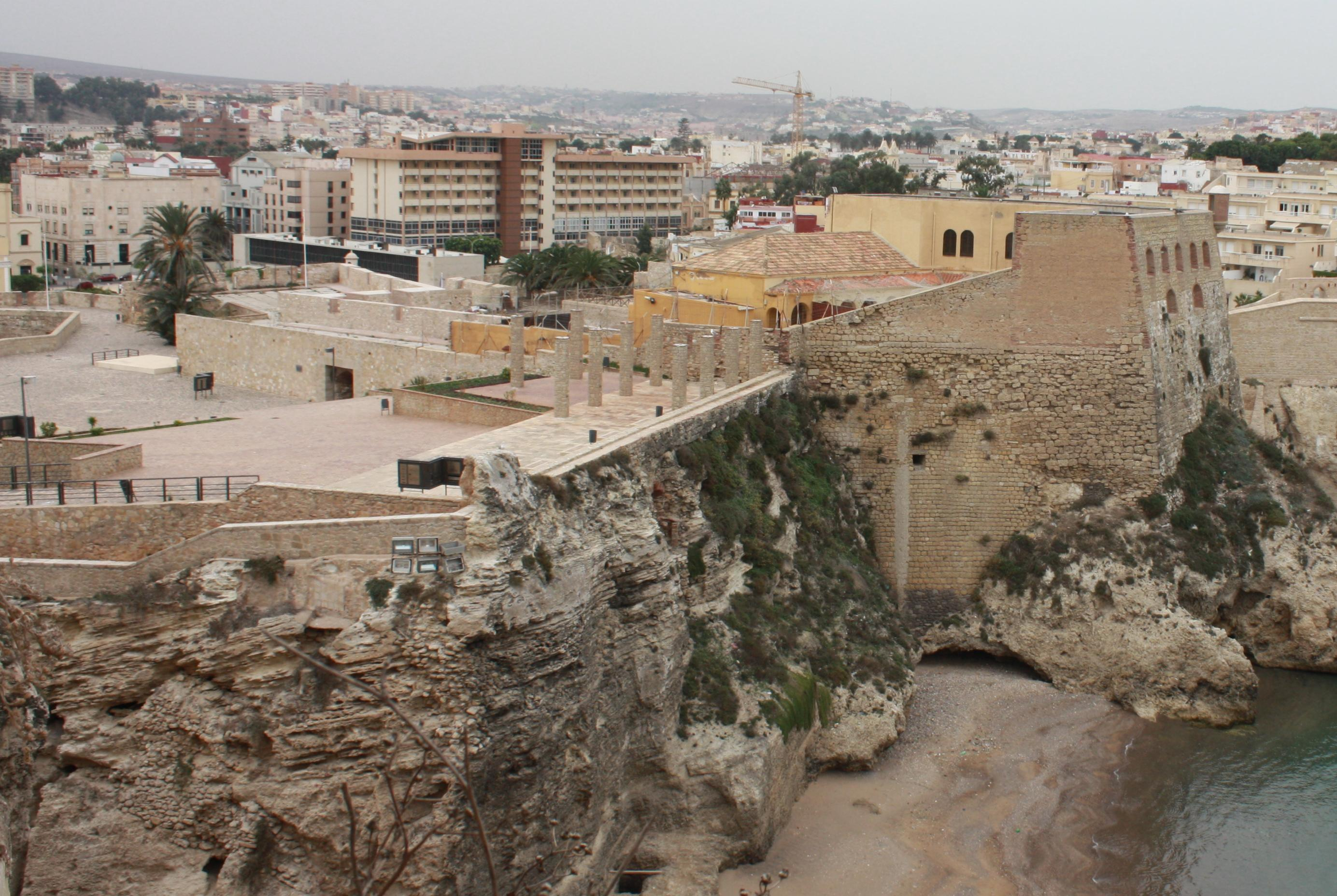
بلازا دي أرماس وحصن سان بيدرو

روسادير هو الاسم القديم لمليلية تقع مدينة مليلية السليبة في إقليم الناظور على الجانب الشرقي لشبه جزيرة رأس ورك Tres Forcas، محاطة بسبخة بوعرك، وقبائل مزوجة وبني شيكر. كانت تحمل اسم روسادير التي تعني بلغة الفينيقيين: «الرأس المهيب» cabo ilustre، وأقدم الآثار يمكن تاريخها للقرن الثالث قبل الميلاد تم العثور عليها بمقبرة سان لورينثو. تمت دراسة البقايا الأولى من طرف أنطون وبارراص، وبعد ذلك من طرف الأب فيطا وفرنانديث دي كاسترو، وبشكل أتم من طرف ميكيل طاراديل[5]، تم اكتشاف مقابر على شاكلة الطيكولاي الرومانية tegulae في الجهة الشمالية الغربية من المقبرة البونية- الموريطانية
واغتصبت المدينة على يد البارون دي سيدونيا سنة 1497 وظلت تابعة للاحتلال الإسباني إلى اليوم رغم المحاولات المتكررة للجيش النظامي المغربي وقبائل الريف المحيطة بها، إنقاذها من الاحتلال